# Pericoma mollis
Pericoma mollis är en tvåvingeart som först beskrevs av Satchell 1955.  Pericoma mollis ingår i släktet Pericoma och familjen fjärilsmyggor.
Artens utbredningsområde är Kanarieöarna. Inga underarter finns listade i Catalogue of Life.